# Rachel, quand du seigneur
Rachel, quand du seigneur è un cortometraggio del 2004 diretto da Sidney Lumet.